# Upplands runinskrifter 1106
Runinskrift U 1106 är en runsten i Äskelunda, väster om Bälinge, Uppsala kommun. I närheten står även runstenen U 1107.

## Stenen
Runstenen är i granit, 1,6 meter hög, 1,4 meter bred och 0,2-0,4 meter tjock. Stenen blev uppmålad 2000. Stenen har fallit och rests många gånger och står på ett ungefär på sin ursprungliga plats.

## Inskriften
Runhöjden är 6-8 centimeter hög. Några runor och en del av ornamentiken har gått förlorade. Runristare är Öpir. Rundjuret  är lagt i tre öglor vilket är vanligt på Öpirs runstenar.

Translitterering av runraden:
iurun[tr · uk ·] bryniulfr ' ikifastr litu risa ' stin ÷ at ' asbiarn ' faþur sin ybiʀ risti
Normalisering till runsvenska:
Iorundr ok Bryniulfʀ, Ingifastr letu ræisa stæin at Asbiorn, faður sinn. Øpiʀ risti.
Översättning till nusvenska:
Jorund och Brynjulv, Ingefast lät resa stenen efter Åsbjörn, sin fader. Öpir ristade.